# Simencourt
Simencourt là một xã ở tỉnh Pas-de-Calais, vùng Hauts-de-France của Pháp.

## Địa lý
Simencourt tọa lạc 7 dặm (11,3 km) về phía tây nam của Arras, tại giao lộ của các tuyến đường D7 và D67.

## Dân số
| 1962                                                         | 1968 | 1975 | 1982 | 1990 | 1999 | 2006 |
| ------------------------------------------------------------ | ---- | ---- | ---- | ---- | ---- | ---- |
| 349                                                          | 360  | 361  | 413  | 523  | 534  | 557  |
| Số liệu điều tra dân số từ năm 1962: Dân số không tính trùng |      |      |      |      |      |      |

## Địa điểm nổi bật
- Nhà thờ St.Médard, thế kỷ 16.